# Dụ ngôn
Dụ ngôn là một thể loại văn học dưới hình thức những câu chuyện bằng thể loại văn xuôi hoặc thơ nhằm mục đích minh họa cho một hoặc bài học nhân văn hay một triết lý sống. Dụ ngôn khác với ngụ ngôn ở chỗ nó dùng hình ảnh con người gần gũi trong đời sống làm cốt truyện, trong khi ngụ ngôn thường sử dụng hình ảnh động vật, thực vật, đồ vật vô tri hoặc đối tượng thiên nhiên được nhân cách hóa. Điểm chung của hai thể loại văn học này là đều dùng phương pháp ẩn dụ. Một số học giả chỉ áp dụng thuật ngữ "dụ ngôn" cho các câu chuyện giảng dạy của Chúa Giêsu, mặc dù thực tế thuật ngữ này không hạn hẹp như vậy.